# Norman Mineta
 (avril 2019).
Si vous disposez d'ouvrages ou d'articles de référence ou si vous connaissez des sites web de qualité traitant du thème abordé ici, merci de compléter l'article en donnant les références utiles à sa vérifiabilité et en les liant à la section « Notes et références ».
Norman Yoshio Mineta, (en japonais : 峯田 良雄), né le 12 novembre 1931 à San José (Californie) et mort le 3 mai 2022 à Edgewater (Maryland), est un homme politique américain.
Membre du Parti démocrate, il est maire de San José entre 1971 et 1975, représentant de la Californie entre 1975 et 1995, secrétaire au Commerce entre 2000 et 2001 dans l'administration du président Bill Clinton puis secrétaire aux Transports entre 2001 à 2006 dans celle de George W. Bush. Il était le seul ministre démocrate sous George W. Bush.

## Biographie

### Famille et études
Norman Mineta est né le 12 novembre 1931 à San José (Californie). Durant la Seconde Guerre mondiale, il est détenu avec sa famille dans un camp internement de Nippo-Américains dans le Wyoming. Il y rencontre le futur sénateur Alan K. Simpson. Diplômé de l'université de Californie à Berkeley en 1953, il rejoint l'US Army et sert en Corée et au Japon comme officier de renseignement. Libéré de ses obligations militaires, il rejoint son père pour travailler dans son agence d'assurance.

### Carrière politique

#### Carrière locale
Sa carrière politique commence en 1967 quand Norman Mineta est nommé par le maire Ron James au conseil municipal pour occuper un siège laissé vacant. En 1969, il est légalement élu au conseil et devient le premier adjoint au maire (vice mayor). En 1971, il est élu 59e maire de San José avec 60 % des voix. il est alors le premier Asiatique de la côte Pacifique à devenir maire d'une grande ville américaine. En 1975, sa première adjointe, Janet Gray Hayes lui succède à la mairie.

#### Carrière nationale
De 1975 à 1995, Norman Mineta est membre de la Chambre des représentants des États-Unis, élu de la Silicon Valley. Il cofonde le « Congressional Asian Pacific American Caucus » et en devient son premier président. En 1988, il est le coauteur avec son ami, le sénateur républicain Alan Simpson, de la loi sur les libertés civiles reconnaissant officiellement les injustices commises à l'encontre des américains d'origine japonaise durant la Seconde Guerre mondiale. De 1992 à 1994, il préside la commission parlementaire sur les travaux publics et les transports. En 1995, il reçoit de l'université George-Washington la médaille commémorative Martin Luther King Jr. pour sa contribution au combat sur les droits civiques. En 1996-1997, il préside la « National Civil Aviation Review Commission », dont plusieurs recommandations sur les transports aériens furent adoptées par l'administration de Bill Clinton.

#### Un ministre de Clinton puis de Bush (2000-2006)
Norman Mineta est ensuite vice-président de « Lockheed Martin Corporation » avant d'être nommé le 21 juillet 2000, secrétaire au Commerce dans l'administration du président Bill Clinton, devenant le premier Américain d'origine asiatique nommé à un poste ministériel. Le 25 janvier 2001, il est nommé secrétaire aux Transports dans le nouveau gouvernement du républicain George W. Bush, à un poste qui lui avait été proposé déjà en 1993 par Bill Clinton. Il est ainsi le seul démocrate membre du cabinet américain. Durant les attentats du 11 septembre 2001, il fait ordonner de maintenir au sol tous les appareils civils. Le 21 septembre, il ordonne aux compagnies aériennes de ne pas profiler ou discriminer les passagers d'origines arabes ou moyen-orientales. Il rappela alors qu'il était illégal pour les compagnies aériennes de discriminer entre les passagers sur des critères basées sur la race, la couleur, la nationalité, l'origine ethnique ou religieuse. En 2005, il est reconduit au gouvernement après la réélection de Bush. Le 23 juin 2006, il annonce sa décision de quitter le gouvernement après la durée record de cinq ans et demi passés au secrétariat au transport. Il cesse ses fonctions le 7 juillet pour rejoindre Hill & Knowlton, un cabinet de relations publiques dont il devient associé.

### Vie privée
Norman Mineta est marié à Danealia (Deni) Mineta et a quatre enfants dont deux adoptés.

## Divers
- En novembre 2001, l'aéroport international de San José fut baptisé « Norman Y. Mineta San José International Airport ».
- Dans son témoignage à la commission 9/11, Norman Mineta décrit ce qu'il a pu observer lorsqu'il était présent aux côtés du vice-président Dick Cheney au Centre des opérations d'urgence présidentiel (Presidential Emergency Operating Center), tandis que le vol American Airlines 77 approchait du Pentagone : « Il y eut un jeune homme qui indiqua au vice-président, « l'avion est à 80 km. L'avion est à 50 km ». Et lorsqu'il déclara « l'avion est à 15 km », le jeune homme demanda au vice-président « est-ce que les ordres tiennent toujours ? ». Le vice-président se tourna et dit : « évidemment que les ordres tiennent toujours, vous a-t-on dit le contraire ? ». À ce moment je n'ai pas compris ce que cela voulait dire. Le commissaire Lee Hamilton demanda si l'ordre était d'abattre l'avion, ce à quoi Mineta répondit qu'il n'en savait rien »[réf. nécessaire].